# جیم‌آباد (زیرکوه)
جیم آباد روستایی در دهستان زیرکوه بخش مرکزی شهرستان زیرکوه استان خراسان جنوبی ایران است. بر پایه سرشماری عمومی نفوس و مسکن در سال ۱۳۹۰ جمعیت این روستا ۷۵ نفر (در ۲۵ خانوار) بوده است.